# 西凡·哈桑
西凡·哈桑（1993年1月1日—）是一名归化荷兰籍的女子田径运动员，主攻中距离和长距离赛跑项目。哈桑生于埃塞俄比亚阿达玛，2008年，15岁的她以难民身份来到荷兰，待了八个月后被一位样貌与其生母相似的女子收养。之后她开始练习跑步，然而受当时环境影响，她每次训练的时长都会受到限制。在那时她也接受了护士培训。2013年11月，她成功获得荷兰国籍。
在2019年世界田径锦标赛上，哈桑在女子1500米的比賽中以3分51秒95的成績奪得冠軍，並打破世錦賽紀錄。2020年9月，西凡·哈桑在國際田聯鑽石聯賽打破女子一小時跑的世界紀錄。